# جوزيبي بيرغومي

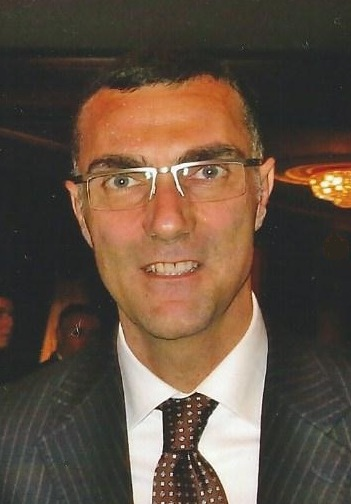
جوزيبي بيرغومي

جوزيبي بيرغومي (Giuseppe Bergomi)، (ميلانو، 22 ديسمبر 1963)، لاعب كرة قدم إيطالي سابق، وقد لعب مع نادي الإنتر ومنتخب إيطاليا لكرة القدم.
و قد بدأ مسيرته مع الإنتر في عام 1980، واختتمها في عام 1999. وقد شارك في كأس العالم لكرة القدم 1982 وكأس العالم لكرة القدم 1986 وكأس العالم لكرة القدم 1990 وكأس العالم لكرة القدم 1998.
و قد اختاره بيليه في مارس 2004 ضمن قائمة أفضل 125 لاعب حي.

## مسيرته الكروية
لعب جوزيبي بيرغومي خلال مسيرته الاحترافية مع نادِ واحدٍ في عشرون موسمًا وسجل خلالها 23 هدفًا ضمن 519 مباراة. حيث فاز في موسم واحد بالكأس وفي موسمين بالدوري.
خاض جوزيبي بيرغومي مسيرته مع نادي إنتر ميلان في موسم 1979–80 ليلعب معه عشرون موسمًا، مشاركًا في 519 مباراة سجل خلالها 23 هدفًا.

## روابط خارجية
- جوزيبي بيرغومي على موقع الاتحاد الدولي (مؤرشف)  (الإنجليزية)
- جوزيبي بيرغومي على موقع قاعدة بيانات كرة القدم.إي يو (الإنجليزية)
- جوزيبي بيرغومي على موقع ناشيونال فوتبول تيمز (الإنجليزية)
- جوزيبي بيرغومي على موقع عالم كرة القدم.نت (الإنجليزية)